# ジョナサン・トランブル (コネチカット植民地総督)
ジョナサン・トランブル（Jonathan Trumbull, 1710年10月12日 - 1785年8月17日）は、アメリカ合衆国の政治家。コネチカット植民地総督とコネチカット州知事を務めた。

## 生涯
1710年、トランブルはコネチカット植民地のウォータータウンにおいて、ジョセフ・トランブルとハンナ・ヒグレイの息子として誕生した。トランブルは1727年にハーバード大学を卒業し学士号を取得すると、レバノンのソロモン・ウィリアムズ牧師の下で神学を学び、1730年に修士号を取得した。
1731年、トランブルはコネチカット植民地で父とともに事業を興し、翌1732年から本格的な活動を開始した。その一方でトランブルは1733年から1740年までコネチカット植民地議会議員を務め、1739年から1740年まではコネチカット植民地下院議長を務めた。また1739年にはコネチカット植民地民兵の中佐に任命された。
1735年11月9日、トランブルはジョン・ロビンソン牧師の娘であるフェイス・ロビンソンと結婚した。そしてトランブルには6人の子供が誕生した。次男ジョナサン・ジュニアは後にアメリカ合衆国下院議長やコネチカット州知事を歴任した。四男（末子）ジョンは画家になった。
1766年、トランブルはコネチカット植民地副総督に就任した。1769年、総督ウィリアム・ピトキンの死によりトランブルが総督に昇任した。
1776年、アメリカ独立宣言の採択によりアメリカ合衆国が成立すると、コネチカット植民地はコネチカット州として独立した。植民地総督を務めていたトランブルは州知事として留任し、1784年までその任を務めた。
トランブルは1775年にイェール大学から、1787年にエディンバラ大学から、それぞれ名誉博士の称号を授与された。
1785年、トランブルはコネチカット州レバノンで死去した。トランブルの遺体はレバノンの共同墓地に埋葬された。